# Vuka
Vuka – rzeka we wschodniej Chorwacji (Slawonii), prawy dopływ Dunaju. Długość – 122 km, powierzchnia zlewni – 644 km². Źródła na wzgórzach Krndija. Płynie na wschód, silnie meandrując. Uchodzi do Dunaju koło Vukovaru.